# امیر و غول چراغ جادو
امیر و غول چراغ جادو یک مجموعه تلویزیونی محصول سال ۱۳۷۹ به کارگردانی امیرحسین قهرایی، نویسندگی نسرین رفشا می‌باشد که از برنامه کودک و نوجوان شبکه تهران پخش شد.

## بازیگران
- صدیقه کیانفر
- عزت‌الله رمضانی‌فر
- مهدی رخش
- امیر رفشا
- علی جهانگیری
- زیبا معمار
- امیر محمدزاده
- محمدجواد امینی
- شهاب عباسی
- داریوش تقی‌پور
- نسرین نکیسایی
- افشین فلاح
- بابک والی